# تپه دابرات
تپه دابرات مربوط به دوره ساسانیان است و در شهرستان خمین، بخش مرکزی، دهستان رستاق، روستای فرنق واقع شده و این اثر در تاریخ ۲۰ اسفند ۱۳۸۵ با شمارهٔ ثبت ۱۸۰۳۴ به‌عنوان یکی از آثار ملی ایران به ثبت رسیده است.